# Labské ledovcové údolí

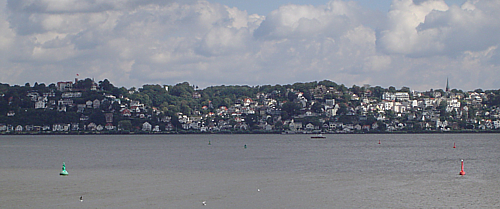
Břeh Labe v Hamburku

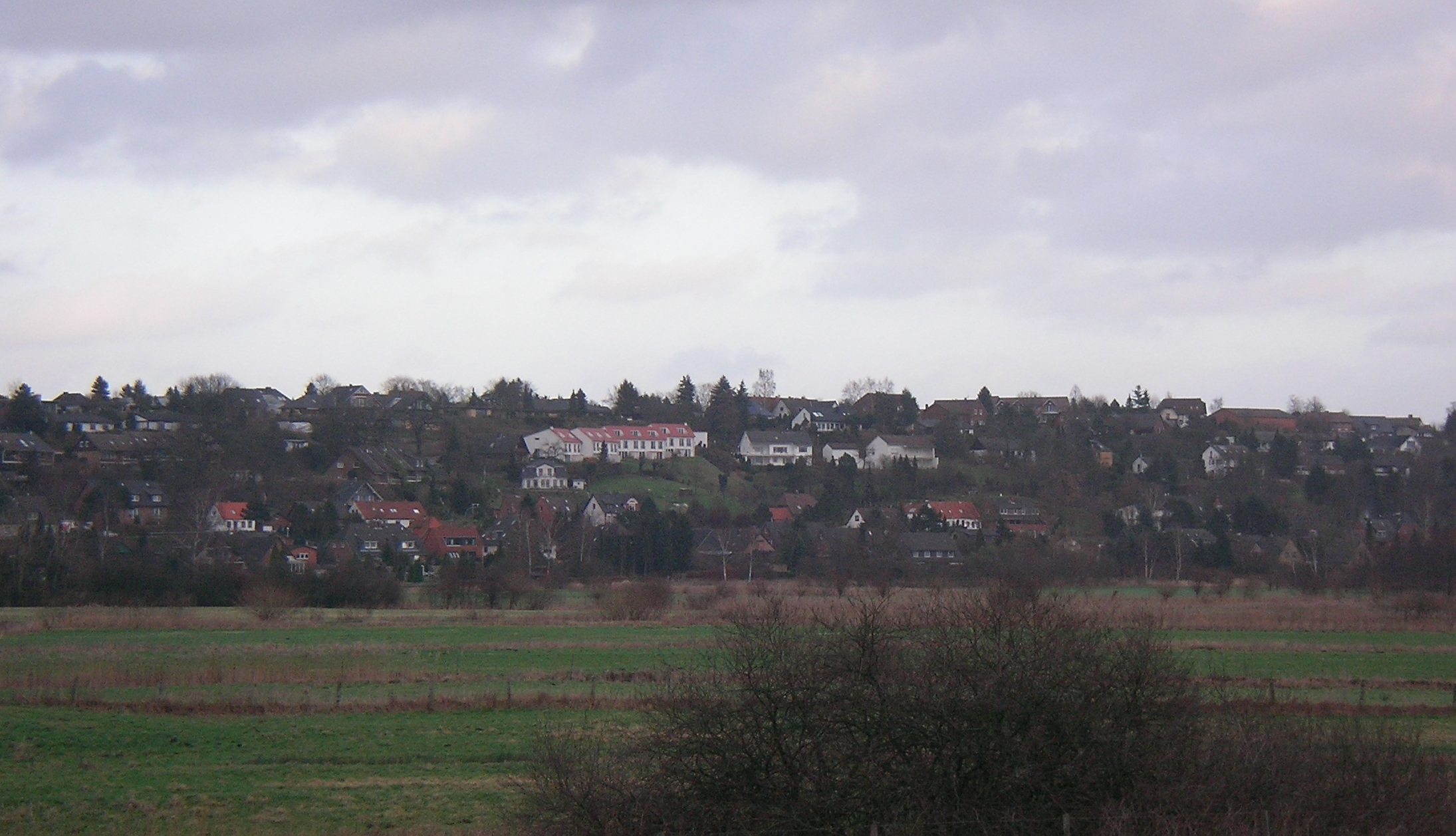
Dřívější břeh Labe u Escheburgu

Labské ledovcové údolí (německy Elbe-Urstromtal) je ledovcové údolí Labe v Severoněmecké nížině, které vzniklo z roztáté vody skandinávského ledového příkrovu. Dnešní Labe protéká tímto údolím v délce 300 km od města Genthin v Sasku-Anhaltsku po ústí do Severního moře.

## Geografie

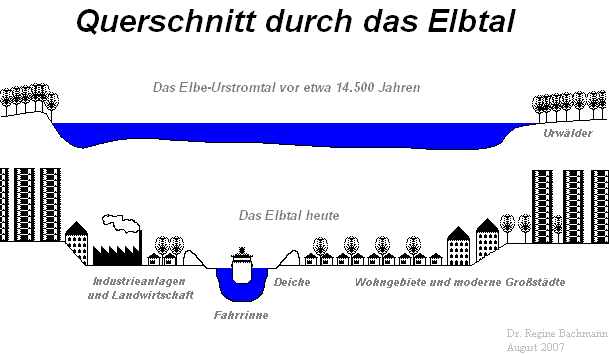
Průřez údolím Labe

Labské ledovcové údolí není, na rozdíl od ostatních ledovcových údolí, ani vysušené, ani zakalené, ale probíhá po toku nynějšího Labe od úrovně města Genthin v zemském okrese Jerichowsko. Severozápadně od ústí Labe u Cuxhavenu pokračuje údolí dál do Severního moře kolem ostrova Helgoland až k písčině Doggerská lavice (Dogger Bank).
Zvlášť na dolním Labi se dá dobře rozeznat dřívější průběh řeky. Takto je od Bergedorfu po Geesthacht patrný až 50 metrů vysoký Geest, který tvořil dřívější břeh.

## Historie

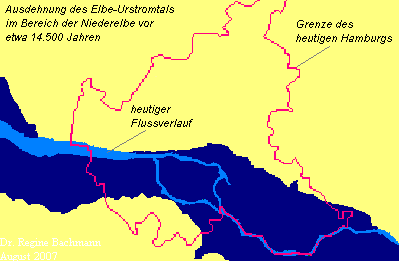
Rozsah ledovcového údolí v oblasti dolního Labe

Labské ledovcové údolí pravděpodobně vzniklo mezi obdobím glaciálu před 22 až 18 tisíci lety a konci zalednění v severním Německu před 14,5 tisíci lety. V této době jsou již ledovce roztáté. Elbe Urstromtal zachycovalo roztátou vodu z ledovce a odvádělo ji do Severního moře, které v té době mělo hladinu o 120 m níže než dnes a břeh se nacházel o 600 km severněji než dnes.
Labské ledovcové údolí odvádělo roztátou vodu do Severního moře ze tří dalších ledovcových údolí; Glogausko-barutherského, Varšavsko-berlínského a Thornsko-eberswalderského. V dalším průběhu pravděpodobně ústila do tohoto údolí také řeka Vezera.